# Espeyroux
Espeyroux (occitanisch: Espeiros) ist eine französische Gemeinde mit 96 Einwohnern (Stand 1. Januar 2022) im Département Lot in der Region Okzitanien.

## Lage
Espeyroux liegt nahe der Quelle des Flüsschens Ouysse in einer Höhe von ca. 500 Metern ü. d. M. am südwestlichen Rand des Zentralmassivs, etwa auf der Grenze zwischen der fruchtbaren Region der Limargue und den sich davon stark unterscheidenden Kalkböden der Ségala. Der Ort befindet sich an einer Nebenstrecke des Jakobswegs (Via Podiensis) etwa auf halbem Weg zwischen Rocamadour bzw. Gramat und Figeac; die Stadt Cahors liegt etwa 70 Kilometer südwestlich.

## Bevölkerungsentwicklung
| Jahr      | 1962 | 1968 | 1975 | 1982 | 1990 | 1999 | 2006 | 2018 |
| Einwohner | 198  | 184  | 155  | 144  | 131  | 106  | 100  | 97   |

Seit Beginn der Bevölkerungszählungen im Jahr 1793 ging die Zahl der Einwohner von etwa 500 kontinuierlich auf den heutigen Stand zurück.

## Wirtschaft
Im Haut-Quercy wurde die Landwirtschaft in erster Linie zur Selbstversorgung betrieben, zu der bis ins 19. Jahrhundert hinein auch der Weinbau gehörte, der aber nach der Reblauskrise nahezu gänzlich aufgegeben wurde. Heute spielt – neben Landwirtschaft, Kleinhandel und Handwerk – der Tourismus in Form der Vermietung von Ferienwohnungen (gîtes) eine gewisse Rolle im Wirtschaftsleben der Gemeinde.

## Geschichte
Espeyroux war bis zum Jahr 1859 ein Weiler der Gemeinde Saint-Maurice-en-Quercy. Im Jahr 1862 wurde die Pfarrkirche erbaut und 1877 erhielt der Ort den Gemeindestatus.

## Sehenswürdigkeiten
- Zwei Wohnhäuser werden ins 15. Jahrhundert datiert.
- Eine Scheune (grange) stammt aus dem Jahr 1777.
- Die Pfarrkirche ist ein Bau aus dem 19. Jahrhundert.
- Die Quelle des Flüsschens Ouysse befindet sich versteckt in einem Wäldchen.